# 国際化国別コードトップレベルドメイン
国際化国別コードトップレベルドメイン（こくさいかくにべつコードトップレベルドメイン、internationalized country code top-level domain、IDN ccTLD）とは、トップレベルドメイン(TLD)の一種である。
IDN ccTLDは、言語特有のアルファベット（アラビア文字など）や非アルファベットの文字（漢字など）をエンドユーザー・アプリケーション（ウェブブラウザなど）に表示するために特別にコード化されたドメイン名である。IDN ccTLDsは、国や地域に割り当てられる国別コードトップレベルドメイン(ccTLD)に国際化ドメイン名(IDN)を適用した物である。
IDN ccTLDは、その名前に「国別コード」という言葉を含んでいるが、IDN ccTLDで使用するのはコードではなく実際の国名である。例えば、サウジアラビアのIDN ccTLDである السعودية (as-Suʻūdiyya)は、アラビア語の「サウジアラビア」という言葉そのものであって、省略形ではない。
IDN ccTLDを持っている国は、以前のASCIIベースのccTLDも維持している。
2014年12月現在で45のIDN ccTLDが承認されている。最もよく使われているのは.рф（ロシア）で90万ドメイン以上、次いで.台灣（台湾）の約50万ドメイン、.中国（中国）の約20万ドメインとなっている。

## 歴史
2006年12月、ICANN理事会は国別コードドメイン名支持組織(ccNSO)の中にIDN ccTLDの専門調査委員会を設置することを承認した。
2007年6月に専門調査委員会はIDNCワーキンググループに提案を準備するよう依頼することを決議した。ワーキンググループは2008年6月に、「限られた数の議論のないIDN ccTLDs（ISO 3166-1の2字コードと関連した）を導入するメカニズムを勧告する」と提案した。ワーキンググループは、ICANN憲章に基づく「ファスト・トラックプロセス」を適用し、Internet Assigned Numbers Authorityと協同で以下のことをするよう提案した。
1. TLDの文字列と国別コードに特定するプロセスの技術的な基礎を確認し、IDN ccTLDのための人員と当局を選び、文書を準備すること。
2. 技術的な提案のためのICANNデューディリジェンスプロセスを実行し、方法を発表すること。
3. 確立したIANAの手続きの範囲内で委任プロセスを実行すること。

2009年10月、ICANNは、国と地域の代表者からの国際化トップレベルドメイン名への申請の受け付けを11月から始めることを決定した。2009年11月16日から、国と地域はIDN ccTLDsの適用が可能になった。エジプト・サウジアラビア・アラブ首長国連邦・ロシアが新しいIDN ccTLDsの最初の適用国となった。
2010年1月、これらの国のIDN ccTLDsがドメイン適用プロセスによりファスト・トラック文字列評価(Fast Track String Evaluation)を通過した最初の4つの新しいIDN ccTLDであると、ICANNが発表した。2010年5月、11の言語（中国語・ロシア語・タミル語・タイ語など）を使用する21か国が新しいIDN ccTLDの申請を行った。
2010年5月5日、最初の実装（すべてアラビア文字による）が有効化された。エジプトにمصر.が、サウジアラビアにالسعودية.が、アラブ首長国連邦にامارات.が割り当てられた（全て、アラビア語の慣習により右から左に読む）。 ICANNのCEOロッド・ベクストロームは、IDN ccTLDの立ち上げは「歴史的なもの」で「オンラインの景色を永遠に変える劇的な転換」であると述べた。加えて、「どこで生きているか、何語を話しているかに関係なく、インターネットを世界中の人々がより利用しやすくユーザーフレンドリーにする移行の始まりである」と述べた。国際化ドメイン名のシニア・ディレクターであるティナ・ダムは、インターネットの開始以来「最も意義深い日」であると言った。ICANNによれば、アラビア語は、インターネット上で最も広く使われている非ラテン言語の1つであるので、IDN ccTLDの最初のロールアウトに選ばれた。アラビア語のウェブアドレスを入力しようとするとき、キーボードで左から右へと右から左へのテキスト文字列が混在するという問題がある。
2010年6月現在、IDN ccTLDには4種類の文字が使われていた。مصر.（エジプト）, السعودية.（サウジアラビア）, امارات.（アラブ首長国連邦）の3つはアラビア文字を使用し、 .рф（ロシア）はキリル文字を使用している。2010年6月、漢字（繁体字・簡体字）を使用した5つのIDN ccTLD、.中国・.中國（中華人民共和国）、 .香港（香港）、.台灣・.台湾（台湾）が承認された。
新しい国別コードは即時に利用できた。しかし、それらがすぐに全てのユーザーが使えるようになるわけではないかもしれないと、ICANNは認めている。エジプトの通信情報技術大臣によれば、3つのエジプトの企業が、最初に、新しいمصرドメインの免許を受け取った。エジプトの通信省は、おそらくアラビア語アドレスによる最初の機能的なウェブサイトだった。
ロシアのccTLD .рфは5月13日に利用可能になった。ブルガリアが申請していた.бгは、.brに見た目が似ているという理由でICANNにより却下された。
漢字による5つの新しいccTLDは、初めての非アルファベット文字のccTLDであり、2010年6月25日にICANN理事会により承認された。中国と台湾のIDN ccTLDは、繁体字と簡体字による2種類が割り当てられている.。
ウクライナの.укрは2013年2月28日にICANN理事会に承認され、2013年3月19日にルートDNSに登録された。
ブルガリアの.бгは2014年にICANN理事会により承認された。